# ریچارد مارنر
ریچارد مارنر (انگلیسی: Richard Marner; ۲۷ مارس ۱۹۲۱ – ۱۸ مارس ۲۰۰۴) یک هنرپیشه اهل بریتانیا بود. وی بین سال‌های ۱۹۵۰ تا ۲۰۰۲ میلادی فعالیت می‌کرد.
از فیلم‌ها یا برنامه‌های تلویزیونی که وی در آن نقش داشته‌است می‌توان به همه ترس‌ها و دختری از پترووکا اشاره کرد.